# يعقوب وينر
يعقوب وينر أو جاكوب فاينر (بالألمانية: Jacob Wiener) (و. 1815 – 1899 م) هو نحات، ومصمم طوابع البريد، وراهب ‏ من ألمانيا، وبلجيكا، توفي في بروكسل، عن عمر يناهز 84 عاماً.
كان أكبر الأشقاء العشرة الذين وُلدوا للتاجر ماركوس ماير (1794-؟) وهانا باروخ (1791-؟)، ابنة الحفار. تبنوا اسم "فاينر" (نسبة إلى فيينا) في عام 1808، عندما حصل اليهود لأول مرة على حق استخدام أسماء عائلية ثابتة. كان عمره عامين فقط عندما انتقلوا إلى فينلو، في هولندا. في سن الثالثة عشرة، ذهب إلى آخن ليتعلم الرسم والحفر من عمهِ، لوبي باروخ (1789-1863).

## مناصب
تولى منصب رئيس ‏، Centraal Israelitisch Consistorie van Belgie ‏ (1884–1899)
.

## جوائز
حصل على جوائز منها:

ترتيب النسر الأحمر